# Habatoor, Piriyapatna
Habatoor là một làng thuộc tehsil Piriyapatna, huyện Mysore, bang Karnataka, Ấn Độ.